# Mirko Filipović
Mirko Filipović (n. 10 septembrie 1974, Vinkovci, Vukovar-Srijem, Croația) este un kickboxer de categorie grea, practicant de arte marțiale mixte (MMA), ex-boxer, politician, și ofițer de poliție croat. El este fost campion mondial Pride World Grand Prix Open-Weight 2006 și fost campion mondial K-1 World Grand Prix, devenind astfel al doilea luptător din lume care a câștigat campionate majore atât în MMA cât și K-1. Porecla sa, Cro Cop, prescurtare de la "Croatian Cop" („polițist croat” din engleză), se trage de la faptul că el este membru al Unității Anti-Teroriste Lučko, o unitate de elită a forțelor speciale din Croația.
La data de 22 iunie 2014, el era clasat pe poziția #8 în topul LiverKick.com și pe poziția #9 în topul mondial „GLORY” la categoria grea.

## Rezultate în MMA
| Rezultate profesioniste |             |               |
| 52 meciuri              | 38 victorii | 11 înfrângeri |
| Prin knockout           | 30          | 6             |
| Prin predare            | 4           | 2             |
| La puncte               | 4           | 3             |
| Remize                  | 2           | 2             |
| Nu s-a disputat         | 1           | 1             |

| Rezultat   | La general  | Adversar                 | Metodă                           | Eveniment                                | Data               | Runda | Timp | Locația                                | Note                                                                    |
| ---------- | ----------- | ------------------------ | -------------------------------- | ---------------------------------------- | ------------------ | ----- | ---- | -------------------------------------- | ----------------------------------------------------------------------- |
| Victorie   | 38–11–2 (1) | Roy Nelson               | Decizie (unanim)                 | Bellator 216                             | 16 februarie 2019  | 3     | 5:00 | Uncasville, Connecticut, Statele Unite |                                                                         |
| Victorie   | 37–11–2 (1) | Roque Martinez           | TKO (doctor stoppage)            | Rizin 13 - Saitama                       | 30 septembrie 2018 | 1     | 4:58 | Saitama, Japonia                       |                                                                         |
| Victoria   | 36–11–2 (1) | Tsuyoshi Kohsaka         | TKO (punches)                    | Rizin World Grand-Prix 2017: Final Round | 31 decembrie 2017  | 1     | 1:02 | Saitama, Japonia                       |                                                                         |
| Victorie   | 35–11–2 (1) | Amir Aliakbari           | KO (punches)                     | Rizin World Grand-Prix 2016: Final Round | 31 decembrie 2016  | 1     | 2:03 | Saitama, Japonia                       | 2016 Rizin Open-Weight Grand Prix Champion.                             |
| Victorie   | 34–11–2 (1) | Baruto Kaito             | TKO (knee to the body)           | Rizin World Grand-Prix 2016: Final Round | 31 decembrie 2016  | 1     | 0:49 | Saitama, Japonia                       | 2016 Rizin Open-Weight Grand Prix Semifinal.                            |
| Victorie   | 33–11–2 (1) | Muhammed Lawal           | TKO (punches)                    | Rizin World Grand-Prix 2016: 2nd Round   | 29 decembrie 2016  | 2     | 1:41 | Saitama, Japonia                       | 2016 Rizin Open-Weight Grand Prix Quarterfinal.                         |
| Victorie   | 32–11–2 (1) | Hyun Man Myung           | Submission (arm-triangle choke)  | Rizin World Grand-Prix 2016: 1st Round   | 25 septembrie 2016 | 1     | 2:20 | Saitama, Japonia                       | 2016 Rizin Open-Weight Grand Prix 1st Round.                            |
| Victorie   | 31–11–2 (1) | Gabriel Gonzaga          | TKO (elbows and punches)         | UFC Fight Night: Gonzaga vs. Cro Cop 2   | 11 aprilie 2015    | 3     | 3:30 | Kraków, Polonia                        | Fight of the Night.                                                     |
| Victorie   | 30–11–2 (1) | Satoshi Ishii            | TKO (head kick and punches)      | Inoki Bom-Ba-Ye 2014                     | 31 decembrie 2014  | 2     | 5:00 | Tokyo, Japonia                         | Defended the IGF Championship; Later vacated title.                     |
| Victorie   | 29–11–2 (1) | Satoshi Ishii            | TKO (doctor stoppage)            | Inoki Genome Fighting 2                  | 23 august 2014     | 2     | 2:37 | Tokyo, Japonia                         | Won the IGF Championship.                                               |
| Înfrângere | 28–11–2 (1) | Oleksiy Oliynyk          | Submission (scarf-hold headlock) | Legend: Part 2: Invasion                 | 8 noiembrie 2013   | 1     | 4:42 | Moscova, Rusia                         |                                                                         |
| Victorie   | 28–10–2 (1) | Shinichi Suzukawa        | Submission (armbar)              | Inoki Bom-Ba-Ye 2012                     | 31 decembrie 2012  | 1     | 1:18 | Tokyo, Japonia                         |                                                                         |
| Înfrângere | 27–10–2 (1) | Roy Nelson               | TKO (punches)                    | UFC 137                                  | 29 octombrie 2011  | 3     | 1:30 | Las Vegas, Nevada, Statele Unite       |                                                                         |
| Înfrângere | 27–9–2 (1)  | Brendan Schaub           | KO (punch)                       | UFC 128                                  | 19 martie 2011     | 3     | 3:44 | Newark, New Jersey, Statele Unite      |                                                                         |
| Înfrângere | 27–8–2 (1)  | Frank Mir                | KO (knee)                        | UFC 119                                  | 25 septembrie 2010 | 3     | 4:02 | Indianapolis, Indiana, Statele Unite   |                                                                         |
| Victorie   | 27–7–2 (1)  | Pat Barry                | Submission (rear-naked choke)    | UFC 115                                  | 12 iunie 2010      | 3     | 4:30 | Vancouver, British Columbia, Canada    | Submission of the Night.                                                |
| Victorie   | 26–7–2 (1)  | Anthony Perosh           | TKO (doctor stoppage)            | UFC 110                                  | 20 februarie 2010  | 2     | 5:00 | Sydney, Australia                      |                                                                         |
| Înfrângere | 25–7–2 (1)  | Junior dos Santos        | Verbal Submission (eye injury)   | UFC 103                                  | 19 septembrie 2009 | 3     | 2:00 | Dallas, Texas, Statele Unite           |                                                                         |
| Victorie   | 25–6–2 (1)  | Mostapha al-Turk         | TKO (punches)                    | UFC 99                                   | 13 iunie 2009      | 1     | 3:06 | Köln, Germania                         |                                                                         |
| Victorie   | 24–6–2 (1)  | Choi Hong-man            | TKO (leg kick)                   | Dynamite!! 2008                          | 31 decembrie 2008  | 1     | 6:32 | Saitama, Japonia                       |                                                                         |
| NC         | 23–6–2 (1)  | Alistair Overeem         | NC (knee to the groin)           | Dream 6                                  | 23 septembrie 2008 | 1     | 6:09 | Saitama, Japonia                       | Overeem kneed Cro Cop in the groin twice.                               |
| Victorie   | 23–6–2      | Tatsuya Mizuno           | TKO (punches)                    | Dream 1                                  | 15 martie 2008     | 1     | 0:56 | Saitama, Japonia                       |                                                                         |
| Înfrângere | 22–6–2      | Cheick Kongo             | Decizie (unanim)                 | UFC 75                                   | 08 septembrie 2007 | 3     | 5:00 | Londra, Anglia                         |                                                                         |
| Înfrângere | 22–5–2      | Gabriel Gonzaga          | KO (head kick)                   | UFC 70                                   | 21 aprilie 2007    | 1     | 4:51 | Manchester, Anglia                     | UFC Heavyweight title eliminator.                                       |
| Victorie   | 22–4–2      | Eddie Sanchez            | TKO (punches)                    | UFC 67                                   | 3 februarie 2007   | 1     | 4:33 | Las Vegas, Nevada, Statele Unite       |                                                                         |
| Victorie   | 21–4–2      | Josh Barnett             | Submission (punches)             | Pride Conflict Absolute                  | 10 septembrie 2006 | 1     | 7:32 | Saitama, Japonia                       | 2006 Pride World Open-Weight Grand Prix Champion.                       |
| Victorie   | 20–4–2      | Wanderlei Silva          | KO (head kick)                   | Pride Conflict Absolute                  | 10 septembrie 2006 | 1     | 5:22 | Saitama, Japonia                       | 2006 Pride Open-Weight Grand Prix Semifinal; 2006 Knockout of the Year. |
| Victorie   | 19–4–2      | Hidehiko Yoshida         | TKO (leg kicks)                  | Pride Countdown Absolute                 | 1 iulie 2006       | 1     | 7:38 | Saitama, Japonia                       | 2006 Pride Open-Weight Grand Prix Quarterfinal.                         |
| Victorie   | 18–4–2      | Ikuhisa Minowa           | TKO (punches)                    | Pride Elimination Absolute               | 5 mai 2006         | 1     | 1:10 | Osaka, Japonia                         | 2006 Pride Open-Weight Grand Prix 1st Round.                            |
| Înfrângere | 17–4–2      | Mark Hunt                | Decizie (split)                  | Pride Shockwave 2005                     | 31 decembrie 2005  | 3     | 5:00 | Saitama, Japonia                       |                                                                         |
| Victorie   | 17–3–2      | Josh Barnett             | Decizie (unanim)                 | Pride 30: Starting Over                  | 23 octombrie 2005  | 3     | 5:00 | Saitama, Japonia                       |                                                                         |
| Înfrângere | 16–3–2      | Fedor Emelianenko        | Decizie (unanim)                 | Pride Conflict 2005                      | 28 august 2005     | 3     | 5:00 | Saitama, Japonia                       | For the Pride Heavyweight Championship; 2005 Fight of the Year.         |
| Victorie   | 16–2–2      | Ibragim Magomedov        | TKO (body kick)                  | Pride Countdown 2005                     | 26 iunie 2005      | 1     | 3:53 | Saitama, Japonia                       |                                                                         |
| Victorie   | 15–2–2      | Mark Coleman             | KO (punches)                     | Pride 29: Fists of Fire                  | 20 februarie 2005  | 1     | 3:40 | Saitama, Japonia                       |                                                                         |
| Victorie   | 14–2–2      | Kevin Randleman          | Submission (guillotine choke)    | Pride Shockwave 2004                     | 31 decembrie 2004  | 1     | 0:41 | Saitama, Japonia                       |                                                                         |
| Victorie   | 13–2–2      | Josh Barnett             | Submission (shoulder injury)     | Pride 28: High Octane                    | 31 octombrie 2004  | 1     | 0:46 | Saitama, Japonia                       |                                                                         |
| Victorie   | 12–2–2      | Alexander Emelianenko    | KO (head kick and punches)       | Pride Conflict 2004                      | 15 august 2004     | 1     | 2:09 | Saitama, Japonia                       |                                                                         |
| Victorie   | 11–2–2      | Shungo Oyama             | TKO (punches)                    | Pride Bushido 4                          | 19 iulie 2004      | 1     | 1:00 | Nagoya, Japonia                        |                                                                         |
| Victorie   | 10–2–2      | Hiromitsu Kanehara       | Decizie (unanim)                 | Pride Bushido 3                          | 23 mai 2004        | 2     | 5:00 | Yokohama, Japonia                      |                                                                         |
| Înfrângere | 9–2–2       | Kevin Randleman          | KO (punches)                     | Pride Elimination 2004                   | 25 aprilie 2004    | 1     | 1:57 | Saitama, Japonia                       | 2004 Pride Heavyweight Grand Prix 1st Round.                            |
| Victorie   | 9–1–2       | Yoshihisa Yamamoto       | TKO (punches)                    | Pride Bushido 2                          | 15 februarie 2004  | 1     | 2:12 | Yokohama, Japonia                      |                                                                         |
| Victorie   | 8–1–2       | Ron Waterman             | TKO (punches and soccer kicks)   | Pride 27: Inferno                        | 01 februarie 2004  | 1     | 4:37 | Osaka, Japonia                         |                                                                         |
| Înfrângere | 7–1–2       | Antônio Rodrigo Nogueira | Submission (armbar)              | Pride Conflict 2003                      | 09 noiembrie 2003  | 2     | 1:45 | Tokyo, Japonia                         | For the Interim Pride Heavyweight Championship; 2003 Fight of the Year. |
| Victorie   | 7–0–2       | José Alberto Rodríguez   | KO (head kick)                   | Pride Bushido 1                          | 5 octombrie 2003   | 1     | 0:46 | Saitama, Japonia                       |                                                                         |
| Victorie   | 6–0–2       | Igor Vovchanchyn         | KO (head kick)                   | Pride Total Elimination 2003             | 10 august 2003     | 1     | 1:29 | Saitama, Japonia                       | 2003 Knockout of the Year.                                              |
| Victorie   | 5–0–2       | Heath Herring            | TKO (body kick and punches)      | Pride 26: Bad to the Bone                | 8 iunie 2003       | 1     | 3:17 | Yokohama, Japonia                      |                                                                         |
| Victorie   | 4–0–2       | Kazuyuki Fujita          | Decizie (unanim)                 | Inoki Bom-Ba-Ye 2002                     | 31 decembrie 2002  | 3     | 5:00 | Saitama, Japonia                       |                                                                         |
| Victorie   | 3–0–2       | Kazushi Sakuraba         | TKO (doctor stoppage)            | Pride Shockwave Dynamite!                | 28 august 2002     | 2     | 5:00 | Tokyo, Japonia                         |                                                                         |
| Remiză     | 2–0–2       | Wanderlei Silva          | Remiză                           | Pride 20: Armed and Ready                | 28 aprilie 2002    | 5     | 3:00 | Yokohama, Japonia                      | Fought under special rules.                                             |
| Victorie   | 2–0–1       | Yuji Nagata              | TKO (head kick and punches)      | Inoki Bom-Ba-Ye 2001                     | 31 decembrie 2001  | 1     | 0:21 | Saitama, Japonia                       |                                                                         |
| Remiză     | 1–0–1       | Nobuhiko Takada          | Remiză                           | Pride 17: Champions Chaos                | 03 noiembrie 2001  | 5     | 3:00 | Tokyo, Japonia                         | Fought under special rules.                                             |
| Victorie   | 1–0         | Kazuyuki Fujita          | TKO (doctor stoppage)            | K-1 Andy Memorial 2001 Japan             | 19 august 2001     | 1     | 0:39 | Saitama, Japonia                       |                                                                         |